# تاکاشی یوآسا
تاکاشی یوآسا (انگلیسی: Takashi Yuasa؛ زادهٔ ۲۴ نوامبر ۱۹۵۵) شخصیت‌های تلویزیونی در ژاپن، و وکیل اهل ژاپن است.